# John Burroughs

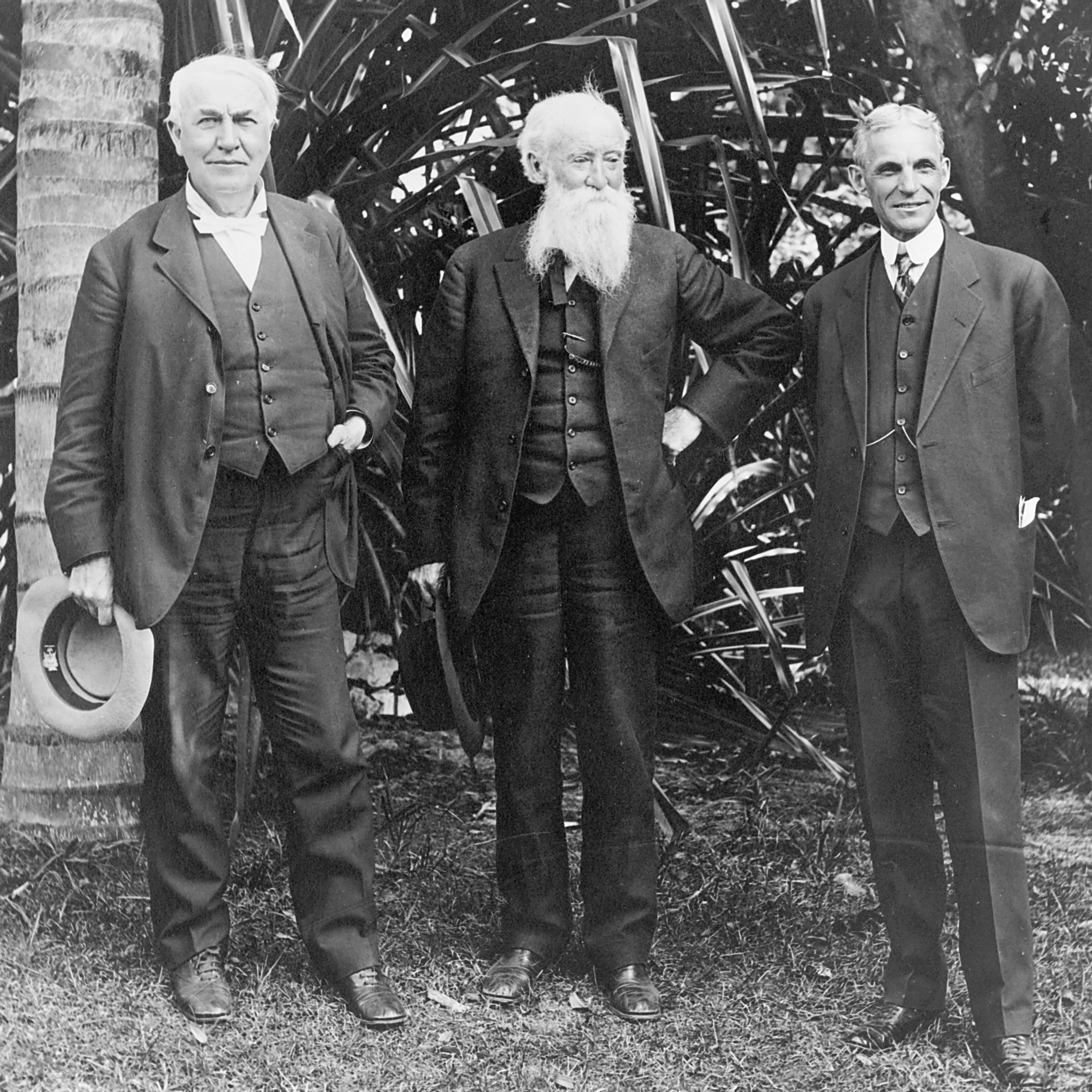
Burroughs samen met Thomas Edison (l.) en Henry Ford (r.)

John Burroughs (Roxbury, 3 april 1837 - Ashtabula County, 29 maart 1921) was een Amerikaans natuuronderzoeker en essayist die een belangrijke rol heeft gespeeld in de totstandkoming van de Amerikaanse beweging voor natuurbehoud. Burroughs wordt na Thoreau de belangrijkste schrijver van natuuressays genoemd. Burroughs genoot grote bekendheid als auteur en natuurliefhebber. Na de publicatie van zijn debuutessay Wake-Robin, ontwikkelde Burroughs zich tot een veelschrijver. Na zijn overlijden is zijn oeuvre echter in de vergetelheid geraakt. Burroughs was bevriend met Theodore Roosevelt, John Muir, Henry Ford, Harvey Firestone en Thomas Edison.
Burroughs' landgoed Riverby en zijn blokhut Slabsides, waar hij vaak gasten ontving, bevinden zich in West Park (New York) en zijn erkend als monumenten. Daarnaast had Burroughs een zomerhuisje in Roxbury, Woodchuck Lodge, dat eveneens een National Historic Landmark is.